# Madison County, Indiana
Madison County är ett administrativt område i den centrala delen av delstaten Indiana, USA, med 131 636 invånare (2010). Den administrativa huvudorten (county seat) är Anderson.

## Geografi
Enligt United States Census Bureau har countyt en total area på 1 173 km². 1 171 km² av den arean är land och 2 km² är vatten.   

### Angränsande countyn
- Grant County - norr
- Delaware County - öst
- Henry County - sydost
- Hancock County - söder
- Hamilton County - väst
- Tipton County - nordväst

### Större orter
- Alexandria
- Anderson
- Elwood